# An Qi
An Qi (chinesisch 安琦, Pinyin Ān Qí; * 21. Juni 1981 in Dalian) ist ein ehemaliger chinesischer Fußballspieler.

## Leben
An, der auf der Position des Torhüters spielte, war in der Chinese Super League zunächst bei Dalian Shide aktiv. In den Jahren 2000, 2001 und 2002 gewann er mit seiner Mannschaft die chinesische Meisterschaft. Im Jahr 2006 wechselte er zum Ligakonkurrenten Xiamen Lanshi. Im Jahr 2008 schloss er sich Changchun Yatai an. Dort kam er jedoch kaum noch zum Einsatz und beendete im Jahr 2010 seine Laufbahn.
An galt als eines der aufstrebendsten Talente des chinesischen Fußballs. Er stand bei der Junioren-Fußballweltmeisterschaft 2001 im Tor der chinesischen Auswahl. Obwohl er nur ein Gegentor kassierte, schied die Mannschaft als Tabellendritter in der Gruppenphase aus. Aufgrund seiner guten Leistungen bei dem Turnier wurde er von Bora Milutinović für die Weltmeisterschaft 2002 nominiert. Hier war er allerdings nur dritter Torhüter hinter Jiang Jin und Ou Chuliang und kam daher nicht zum Einsatz. Aufgrund einer Schwächeperiode im Anschluss an das Turnier verlor er seinen Platz im Kader.